# Thraustila (roi)
Pour les articles homonymes, voir Thraustila.
Thraustila est un roi des Gépides de la seconde moitié du Ve siècle et du début du VIe.

## Biographie
Fils de son homonyme, Thraustila, magister militum en 480. Il est peut-être le successeur du roi Giesmos, son cousin par alliance, mort autour de l'an 485. La vie et les faits de Thraustila sont peu connus. Il règne à partir de la cité de Sirmium et meurt en 488.
Son fils Thrasaric lui succède.
Il est l'oncle du général byzantin Mundo.